# Chrysopetalum paessleri
Chrysopetalum paessleri är en ringmaskart som beskrevs av Augener 1912. Chrysopetalum paessleri ingår i släktet Chrysopetalum och familjen Chrysopetalidae. Inga underarter finns listade i Catalogue of Life.